# Welterbe in Vietnam

Zum Welterbe in Vietnam gehören (Stand 2025) neun UNESCO-Welterbestätten, darunter sechs Stätten des Weltkulturerbes, zwei Stätten des Weltnaturerbes und eine gemischte Kultur- und Naturerbestätte. Vietnam ist der Welterbekonvention 1987 beigetreten, die erste Welterbestätte wurde 1993 in die Welterbeliste aufgenommen. Die bislang letzte Welterbestätte wurde 2025 eingetragen.

## Welterbestätten
Die folgende Tabelle listet die UNESCO-Welterbestätten in Vietnam in chronologischer Reihenfolge nach dem Jahr ihrer Aufnahme in die Welterbeliste (K – Kulturerbe, N – Naturerbe, K/N – gemischt, (G) – auf der Liste des gefährdeten Welterbes).
| Bild                                                                     | Bezeichnung                                                              | Jahr             | Typ | Ref. | Beschreibung |
| ------------------------------------------------------------------------ | ------------------------------------------------------------------------ | ---------------- | --- | ---- | --- |
| Denkmalkomplex in Huế                                                    | Denkmalkomplex in Huế (Lage)                                             | 1993             | K   | 678  | |
| Bucht von Halong und Cát-Bà-Archipel                                     | Bucht von Halong und Cát-Bà-Archipel (Lage)                              | 1994, 2000, 2023 | N   | 672  | |
| (weitere Bilder)                                                         | Alte Stadt von Hội An (Lage)                                             | 1999             | K   | 948  | |
| Heiligtum von My Son                                                     | Heiligtum von My Son (Lage)                                              | 1999             | K   | 949  | |
| Nationalparks Phong Nha-Ke Bang und Hin Nam No                           | Nationalparks Phong Nha-Ke Bang und Hin Nam No (Lage)                    | 2003, 2015, 2025 | N   | 951  | 2025 um den Hin Namno Nationalpark in Laos erweitert |
| Zentralbereich der Kaiserlichen Zitadelle von Thang Long, Hanoi          | Zentralbereich der Kaiserlichen Zitadelle von Thang Long, Hanoi (Lage)   | 2010             | K   | 1328 | Zitadelle in Hanoi |
| Zitadelle der Hồ-Dynastie                                                | Zitadelle der Hồ-Dynastie (Lage)                                         | 2011             | K   | 1358 | |
| Landschaftskomplex Trang An                                              | Landschaftskomplex Trang An (Lage)                                       | 2014             | K/N | 1438 | Landschaftskomplex aus zahlreichen Karst-Bergen und Tälern in einer Wasserlandschaft mit teils gefluteten Höhlen, in denen Spuren menschlicher Besiedlung aus einem zusammenhängenden Zeitraum von mehr als 30.000 Jahren gefunden wurden. |
| Denkmäler und Landschaften von Yen Tu, Vinh Nghiem, Con Sop und Kiep Bac | Denkmäler und Landschaften von Yen Tu, Vinh Nghiem, Con Sop und Kiep Bac | 2025             | K   | 1732 | Dazu gehören „Historische Stätte und schöne Landschaft von Yen Tu (Uong Bi city, Quang Ninh Provinz)“, „Historische Stätte der Tran-Dynastie in Dong Trieu (Dong Trieu District, Quang Ninh Provinz)“ und „Die Erbstätte und schöne Landschaft von West Yen Tu (Yen Dung, Luc Nam, Luc Ngan und Son Dong District, Bac Giang Provinz)“, von 2014 bis 2021 bestand ein Vorschlag als Natur- und Kulturerbe. Erfüllte Kriterien für Weltkulturerbe: iii., vi. |

## Tentativliste
In der Tentativliste sind die Stätten eingetragen, die für eine Nominierung zur Aufnahme in die Welterbeliste vorgesehen sind.

### Aktuelle Welterbekandidaten
Derzeit (2025) sind sechsn Stätten in der Tentativliste von Vietnam eingetragen, die letzte Eintragung erfolgte im Januar 2022. Die folgende Tabelle listet die Stätten in chronologischer Reihenfolge nach dem Jahr ihrer Aufnahme in die Tentativliste.
| Bild                                                              | Bezeichnung                                                       | Jahr | Typ | Ref. | Beschreibung |
| ----------------------------------------------------------------- | ----------------------------------------------------------------- | ---- | --- | ---- | --- |
| Huong-Son-Komplex natürlicher Schönheit und historische Monumente | Huong-Son-Komplex natürlicher Schönheit und historische Monumente | 1991 | K/N | 960  | |
| Gebiet der alten Felsritzereien in Sa Pa                          | Gebiet der alten Felsritzereien in Sa Pa                          | 1997 | K/N | 959  | Bereiche mit Felszeichnungen auf dem Gebiet von Sa Pa |
| Nationalpark Cát Tiên                                             | Nationalpark Cát Tiên (Lage)                                      | 2006 | N   | 5070 | |
|                                                                   | Hang-Con-Moong-Höhle                                              | 2006 | K   | 5072 | |
| Ba-Be-Na Hang, Areal des Naturerbes                               | Ba-Be-Na Hang, Areal des Naturerbes (Lage)                        | 2017 | N   | 6262 | Vorschlang bestand bereits seit 1997, umfasst Schutzgebiete Nationalpark Ba Bể, Naturreservate Nam Xuan Lac und Na Hang, sowie das Waldschutzgebiet Lam Binh. |
| Óc Eo Ba - Die archäologische Stätte                              | Óc Eo Ba - Die archäologische Stätte                              | 2022 | K   | 6572 | Stätte ist für 2027 nominiert. |

### Ehemalige Welterbekandidaten
Diese Stätten standen früher auf der Tentativliste, wurden jedoch wieder zurückgezogen oder von der UNESCO abgelehnt. Stätten, die in anderen Einträgen auf der Tentativliste enthalten oder Bestandteile von Welterbestätten sind, werden hier nicht berücksichtigt.
| Bild                    | Bezeichnung                    | Jahr      | Typ | Ref. | Beschreibung                                      |
| ----------------------- | ------------------------------ | --------- | --- | ---- | ------------------------------------------------- |
| Nationalpark Cúc Phương | Nationalpark Cúc Phương (Lage) | 1993–1993 | N   |      | 1993 abgelehnt, da er nicht die Kriterien erfüllt |